# Juliette Gréco

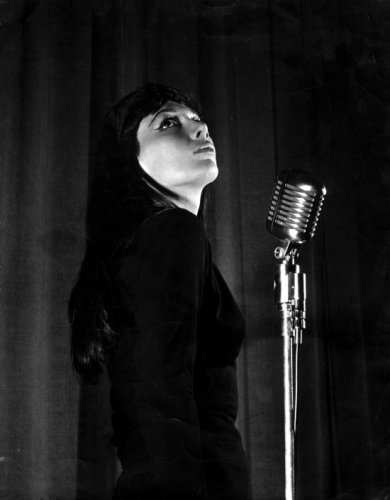
Juliette Gréco år 1961.

Juliette Gréco, född 7 februari 1927 i Montpellier i Hérault, död 23 september 2020 i Ramatuelle i Var,  var en fransk sångerska och skådespelerska.

## Biografi
Juliette Gréco var liksom sina föräldrar aktiv i motståndsrörelsen under andra världskriget. Under 1940-talet var hon – alltid klädd i svart – en populär sångerska på de kaféer i Paris som besöktes av anhängare till existentialismen. Hon blev bekant med bland andra Boris Vian och Serge Gainsbourg, samt deltog 1946/1947 i öppnandet av den klassiska nattklubben Le Tabou.
Under 1950- och 1960-talet medverkade hon i några franska och internationella filmer, såsom Och solen har sin gång (1957), Ett moln på min himmel (1957) och Onkel Toms stuga (1965).
Åren 1966–1977 var hon gift med den franske skådespelaren Michel Piccoli. Hennes självbiografi Jujube (1982) finns i svensk översättning av Karin Nyman som Jag är som jag är (Bergh, 1983).